# Håkatjärnen (Hackås socken, Jämtland)
Håkatjärnen är en sjö i Bergs kommun i Jämtland och ingår i Indalsälvens huvudavrinningsområde.